# Wignand
Wignand (počeštěně též Vinand), byl římskokatolický duchovní, cisterciácký mnich, v letech 1240–1253 v pořadí 7. opat cisterciáckého kláštera v Oseku.

## Život

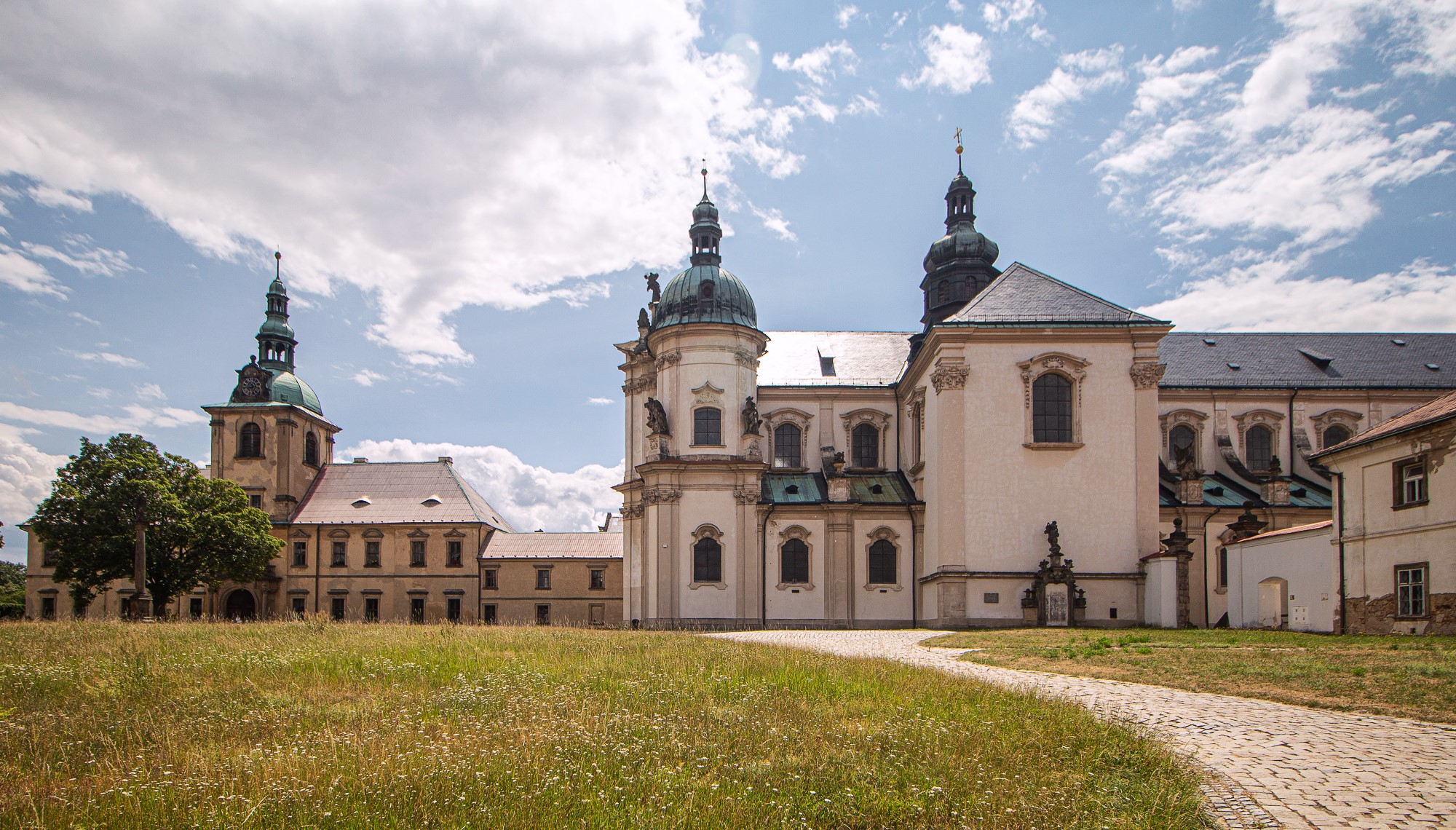
Cisterciácký klášter v Oseku

Wignand byl zvolen oseckým opatem v roce 1240, poté, co se dosavadní opat Slávek Hrabišic odebral jako misijní biskup do Pruska. Doba, ve které vykonával svou opatskou funkci byla poznamenána vzpourou kralevice Přemysla Otakara proti králi Václavovi I. Osecký klášter byl navázán na rod Rýzmburků, kteří stáli na straně Václavově, a když byl v roce 1248 Přemysl Otakar v bitvě u Mostu svým otcem poražen, přitáhl zbytek jeho vojska do Oseka a klášter byl vyrabován. Komunita se však dokázala rychle vzpamatovat. 
Wignand řídil osudy kláštera až do roku 1253, kdy zřejmě zemřel.